# Vera von Kræmer
Vera Sofia Adelheid von Kræmer-Lindblad, född 22 februari 1878 i Visby stadsförsamling i Gotlands län, död 22 oktober 1940 i Bromma församling i Stockholm, var en svensk journalist, författare och översättare. Hon använde pseudonymerna Maudlin, Cecilia Wendel, Jane Eyre och Cecilia med nålen.

## Biografi
Vera von Kræmer var dotter till löjtnant Gustaf von Kræmer och författaren Anna Jäderin samt syster till författaren Henry von Kræmer. Modern gifte 1884 om sig med Hjalmar Branting och är mer känd som Anna Branting. Vera von Kræmer var gift först med ingenjör Boo Hjärne, sedan från 1905 med redaktör Hugo Lindblad (1871–1935). I det senare äktenskapet adopterades dottern Greta-Lisa "Gesa" Lindblad.
Vera von Kræmer studerade vid Whitlockska samskolan och Wallinska skolan. Hon frilansade hos Social-Demokraten under 1890-talet, var journalist vid Svenska Dagbladet 1901–1906, teateranmälare i Social-Demokraten 1906–1910 (andra fast anställda kvinnan där efter Anna Branting), redaktör för tidskrifterna Vi och vårt och Rösträtt för kvinnor och 1913–1918 medarbetare i Stockholms-Tidningen. Hon var 1918–1928 anställd hos Svensk Filmindustri. Från 1918 var hon ledamot av kronprinsessan Margaretas arbetsnämnd för blinda. Vera von Kramer blev 1909 Sveriges första filmrecensent; den första som fick fast anställning som sådan var dock Elsa Danielsson-Jonason, "Marfa" på DN år 1915.
Vera von Kræmers författarskap består dels av flickböcker, dels av handböcker i textil- och handarbete. Boken Brantings på Norrtullsgatan (1939) är en ingående skildring av livet med modern Anna Branting och styvfadern Hjalmar Branting, som hon var mycket fäst vid, och om hennes hårda tid i Stockholm under första delen av 1900-talet. Hon var också verksam som översättare.
Vera von Kræmer gravsattes i kolumbariet i Gustav Vasa kyrka i Stockholm.

### Skönlitteratur
- Advokatens umgänge : hvardagsberättelse / af Cecilia Wendel. Stockholm: Bonnier. 1911. Libris 1641339
- Gud som haver barnen kär... : en tidsbild. Stockholm: Bonnier. 1915. Libris 1635692
- Båda barna Boman : en berättelse om Gun och Stig. Stockholm: Wahlström & Widstrand. 1925. Libris 1486153
- Barna Boman och en till : berättelse för barn / ill. av Maria Synnergren. Stockholm: Wahlström & Widstrand. 1926. Libris 1333354
- De nya döttrarna. Stockholm: Geber. 1929. Libris 1333355
- Vem är mitt hjärtas dam i år? : en idyll om kärleken. Stockholm: Geber. 1931. Libris 1347190
- Vägen till min vän. Stockholm: Geber. 1932. Libris 1347192
- Den dumma Jolanda. Stockholm: Geber. 1933. Libris 1347185
- Elfenbensasken : en bok för unga flickor. Stockholm: Wahlström & Widstrand. 1933. Libris ftd5j9zrch8t0tq6 Fulltext: Göteborgs universitetsbibliotek, Litteraturbanken.
- Vi reder oss själva : berättelse för flickor. B. Wahlströms flickböcker. Stockholm. 1933. Libris 8n70c0w36k6v1gj4. https://litteraturbanken.se/f%C3%B6rfattare/Kr%C3%A6merV/titlar/ViRederOssSj%C3%A4lva/sida/1/faksimil?om-boken
- Hon och hennes svägerskor. Stockholm: Geber. 1934. Libris 1347187
- Lia vänder om : berättelse för flickor. B. Wahlströms flickböcker. Stockholm. 1934. Libris 3h2t74w71v1gk14h Fulltext: Göteborgs universitetsbibliotek, Litteraturbanken.
- Barnen från Snigelgatan : berättelse för flickor. Stockholm. 1935. Libris l27ml25cjzwdd7j8. https://gupea.ub.gu.se/2077/75336
- Onsdagsklubben : berättelse för flickor. B. Wahlströms flickböcker. Stockholm. 1939. Libris gvf6mhfqdvfxxqzh. https://litteraturbanken.se/f%C3%B6rfattare/Kr%C3%A6merV/titlar/Onsdagsklubben/sida/1/faksimil?om-boken

### Varia
- Spetssöm : en kort lärokurs  : med illustrationer och originalmönster. Siléns praktiska bibliotek ; 9. Stockholm: Silén. 1910. Libris 1611996
- En resa. 1-3. Stockholm: Dahlberg. 1913. Libris 1635691
- 1, Sensationer från östern. Libris 1635691
- 2, I Japan. Libris 10438746
- 3, Hem över Sibirien. Libris 2001699
- Coué och vårt dagliga liv : en vallfart till kliniken i Nancy. Stockholm: Wahlström & Widstrand. 1923. Libris 1486154
- Husliga erfarenheter / samlade av Jane Eyre. Stockholm: Wahlström & Widstrand. 1923. Libris 1472225
- Amatörsömmerskan : råd och rön samlade efter moderna erfarenheter / av Jane Eyre. Stockholm: Wahlström & Widstrand. 1924. Libris 1472223
- Dockans kläder : illustrerade anvisningar / av Jane Eyre. Stockholm: Wahlström & Widstrand. 1925. Libris 1472224
- Julgransplundring : ett hur och varför kring julens slutfest. Stockholm: Wahlström & Widstrand. 1929. Libris 1333356
- Läder : en handbok i remsnörda, sydda och broderade läderarbeten / av Cecilia med nålen. Sthlm: Wahlström & Widstrand. 1930. Libris 1318204
- Modern stickbok / av Cecilia med nålen. Stockholm: Wahlström & Widstrand. 1931. Libris 1352614
- Oss anförtrodda : vi och våra döttrar. Stockholm: Wahlström & Widstrand. 1931. Libris 1347189
- I nöd och lust : alla experiment till trots. Stockholm: Wahlström & Widstrand. 1932. Libris 1347188
- Vägen går vidare : ett ord om oss som åldras. Stockholm: Wahlström & Widstrand. 1934. Libris 1347191
- Husmor och hembiträde : vad ha de rätt att fordra av varandra?. Stockholm: Wahlström & Widstrand. 1938. Libris 1377007
- Brantings på Norrtullsgatan. Stockholm: Bonnier. 1939. Libris cn4ljcvq915ctdn9. https://litteraturbanken.se/f%C3%B6rfattare/Kr%C3%A6merV/titlar/BrantingsP%C3%A5Norrtullsgatan/sida/I/faksimil?om-boken

### Översättningar (urval)
- Thomas Hardy: Tess af släkten d'Urberville: en renhjärtad, äkta kvinnas roman (Tess of the d'Urbervilles) (Bonnier, 1900)
- Thomas Hardy: Jude Fawley: en själ från djupet (Jude the obscure) (Beijer, 1900)
- Henryk Sienkiewicz: Från Neros dagar ("Quo vadis?") (Quo vadis?) (Bonnier, 1898)
- Martin Andersen Nexø: Pelle Erövraren (Pelle Erobreren) (Framtiden, 1921-1922)
- Karel Čapek: Dasjenka: en hundvalps levnad (Dǎšeňka) (Geber, 1936)
- Sigrid Undset: Den lyckliga åldern (Dahlberg, 1913)